# 警察庁
座標: 北緯35度40分31.9秒 東経139度45分4.6秒 / 北緯35.675528度 東経139.751278度
警察庁（けいさつちょう、英語: National Police Agency、略称: NPA）は、日本の行政機関のひとつで、警察制度の企画立案、国の公安に係る事案についての警察運営、サイバー犯罪の捜査、警察活動の基盤である教養・通信・鑑識等に関する事務、警察行政に関する調整等を行う国家公安委員会の特別の機関である。
1954年（昭和29年）6月に公布、7月に施行された警察法により設置された。

## 沿革
- 1874年（明治7年）1月9日：内務省に警保寮を設置。中央集権的な警察制度が整う。
- 1876年（明治9年）4月17日：内務省の警保寮を廃止して警保局に改編。
- 1877年（明治10年）1月11日：同省警保局を廃止して警視局に改編。
- 1881年（明治14年）1月14日：同省警視局を廃止して警保局を再設置。
- 1947年（昭和22年）12月17日：旧警察法（昭和22年法律第196号）が公布。
- 1947年（昭和22年）12月31日：GHQの指令により、内務省が廃止されるにともない、警保局も廃止。
- 1948年（昭和23年）1月1日：内事局が設置され、旧内務省警保局は、内事局第一局に改編。
- 1948年（昭和23年）3月7日：旧警察法が施行されて内事局は廃止。旧内事局第一局（旧警保局）は、国家地方警察本部となる。府県警察も再編されて、警察制度は、国家地方警察と自治体警察（市町村警察）の二本立てとなる。
- 1954年（昭和29年）6月8日：新警察法（現行警察法）が公布。
- 1954年（昭和29年）7月1日：新警察法の施行に伴い、警察庁（1官房4部〈警務部、刑事部、警備部、通信部〉17課）と都道府県警察が設置され、警察機構は再び一本化。
- 1958年（昭和33年）4月1日：前年の国家行政組織法の一部を改正する法律（昭和32年法律第159号）により、国務大臣を長とする委員会又は庁に置かれる庁（第三条第三項但書の庁）には、特に必要がある場合においては、部にかえて局を置くことが可能となったことを受けて、警察法が改正されて[5]、従来の4部はそれぞれ局に昇格するとともに新たに保安局が設置されて1官房5局に再編。
- 1962年（昭和37年）4月1日：警察法が改正されて[6]、新たに交通局が設置されて1官房6局に改編。
- 1968年（昭和43年）6月15日：各省1局削減により警察法が改正されて[7]保安局が廃止、新たに刑事局に保安部が設置され1官房5局1部に改編。
- 1992年（平成4年）4月1日：警察法が改正されて[8]、刑事局に暴力団対策部が設置されて1官房5局2部に改編。
- 1994年（平成6年）7月1日：警察法が改正されて[9]、刑事局保安部が生活安全局に、通信局が情報通信局に改組。また、それまで人事、教養（教育）・給与など警察行政の中枢だった警務局が廃止されて、国会や他省庁との連絡・調整などを受け持つ長官官房に吸収[10]。ほか、長官官房に国際部を設置。
- 2004年（平成16年）7月1日：警察法が改正されて[11]、刑事局の暴力団対策部を廃止、新たに組織犯罪対策部を設置、警備局に外事情報部が設置された。長官官房の国際部は廃止、新たに国際課が設置。
- 2019年（平成31年）4月1日 : 警察法[12]および警察庁組織令[13]が改正されて、警備局に警備運用部を設置して警備課を警備第一課と警備第二課に再編、生活安全局に置かれていた地域課を廃止、生活安全企画課に統合。長官官房国際課を廃止して、新たに企画課を設置。中国管区警察局と四国管区警察局を統合して中国四国管区警察局を設置、その下に四国警察支局を設置。
- 2022年（令和4年）4月1日 :  警察法[14]が改正されて生活安全局や警備局、情報通信局のサイバー部門を統合し「サイバー警察局」を設置。警察庁史上初の直接捜査を行う実働部隊である[15]。情報通信局は廃止して、技術部門を長官官房に移行。長官官房サイバーセキュリティ・情報化審議官および技術審議官を廃止して、技術総括審議官を設置[16]。
- 2022年（令和4年）11月1日 : 警察庁組織令[17]が改正され、刑事局組織犯罪対策部組織犯罪対策企画課、暴力団対策課および薬物銃器対策課を、組織犯罪対策第一課および組織犯罪対策第二課に統合再編、警備運用部に警備第三課を新設。
- 2023年（令和5年）10月1日 : 警察庁組織令[18]が改正されて、長官官房教養厚生課を長官官房犯罪被害者等施策推進課に改組、長官官房企画課および人事課の所掌事務を改正した。主な改正は、警察官の教養、厚生、犯罪被害者支援を所管していた教養厚生課から警察官の教養、厚生の事務を人事課に移管、犯罪被害者支援を行う犯罪被害者等施策推進課に改組するものである。

## 組織
警察庁の内部組織は、内部部局（長官官房、5局（3部））、附属機関、地方機関で構成され、法律の警察法、政令の警察庁組織令、内閣府令の警察法施行規則、警察庁訓令である警察庁の内部組織の細目に関する訓令（昭和32年警察庁訓令第4号）が階層的に規定している。なお付属機関の内部組織の詳細は国家公安委員会規則で定めている。
国の警察組織は、内閣総理大臣の所轄の下に、警察庁を管理する国家公安委員会が置かれ、委員は5人、国務大臣である国家公安委員会委員長は内閣総理大臣が任免する。国家公安委員会には、警察庁長官、警視総監の任免権、道府県警察本部長の任免権、国家公安委員会規則制定権などがあるが、国家公安委員会には独立した事務局がないことから、警察庁長官官房が事務を取り扱っている。したがって、国家公安委員会の人事権などの多くの権限は、事実上警察庁が取り仕切っている。
日本の警察は、警察庁が都道府県警察の指揮を執る事実上の国家警察である。警察庁長官の都道府県警察に対する指揮監督権は、都道府県警察本部長をはじめ国家公務員である警視正以上の地方警務官の任免権や都道府県警察に要する経費の支弁などを通じて、警察庁は都道府県警察を事実上指揮下に置いている。警察庁長官の指揮監督権に加え、都道府県警察本部長および人事を担当する警務部長は例外なく警察庁出身の地方警務官であることから、都道府県警察のすべての業務は警察本部長および警務部長を通じて、警察庁の意向を通すことが可能である。警察庁長官の指揮監督制度、都道府県警の活動の一部に国の予算が使われる国庫支弁制度、警視正以上の警察官を国の職員とする地方警務官制度等により、一定の範囲で都道府県警察の運営に国が関与していることから、日本警察が国家警察である所以である。
地方警務官制度の建前としては、国家公安委員会が都道府県公安委員会の同意を得て人事を行うとされているが、これまで一度も都道府県公安委員会が拒否権を発動した事例はなく、都道府県警察の幹部人事はすべて警察庁人事での決定を追認している。そのため、報道機関も警察庁人事として報じている。
公安警察に関する予算は国庫支弁となっており、都道府県警察の公安部門は警察庁の直接指揮下にある。

### 幹部
長は警察庁長官で、国家公安委員会が内閣総理大臣の承認を得て任免する。全警察職員の最高位に位置する警察官であるが、階級がない。警察法第62条の規定により唯一階級制度の枠外に置かれている。警察法第34条で、「長官は警察官とし、警察庁の次長、局長および部長、管区警察局長その他政令で定める職は警察官をもって、皇宮警察本部長は皇宮護衛官をもつて充てる」となっている。2022年（令和4年）4月の改正まで、情報通信局長は警察官以外の職とされ通信系の技官が就任していたが、情報通信局の廃止に伴い局長および部長のすべてに警察官を充てることになった。

#### 長官
警察庁長官は、国務大臣を委員長とする国家公安委員会の管理に服し、警察庁の庁務を総括し、所部の職員を任命し、およびその服務についてこれを統督し、ならびに警察庁の所管事務については都道府県警察を指揮監督する。他の省の事務次官に相当する。

#### 次長
警察庁次長1人（階級は警視監）は、長官を助け、庁務を整理し、各部局及び機関の事務を監督する。

### 内部部局
2025年 (令和7年) 4月1日現在の内部部局は、以下のとおりである。中央合同庁舎第2号館の2階および16-20階に所在している。○○官については複数置かれている場合に限り括弧書きで人数を示す。
- 長官官房
  - 官房長、総括審議官、技術総括審議官、政策立案総括審議官兼公文書監理官、審議官7人（うち2人は他職との兼任）、参事官9人（うち1人は他職との兼任）、首席監察官
  - 総務課 - 広報室、情報公開・個人情報保護室、留置管理室、秘書室、国会連絡室、公文書監理室、取調べ監督指導室
  - 企画課 - 政策企画官(2)、国際協力室、警察制度総合研究官、国際総合研究官
  - 技術企画課 - 先端技術導入企画室、情報処理センター、情報セキュリティ対策室、情報セキュリティ監査官、情報通信総合研究官、情報管理技術総合研究官、情報化戦略総合研究官
  - 人事課 - 人材戦略企画室、人事総合研究官、厚生管理室、教養管理室、監察官(2)
  - 会計課 - 会計企画官、監査室、装備室、会計監査官、工場、装備総合研究官
  - 犯罪被害者等施策推進課
  - 通信基盤課 - 通信運用室
  - 国家公安委員会会務官
- 生活安全局
  - 生活安全企画課 - 生活安全企画官、犯罪抑止対策室、地域警察指導室、生活安全総合研究官、鉄道警察管理室
  - 人身安全・少年課 - 人身安全対策室、少年保護対策室、少年問題総合研究官、児童性被害対策官
  - 保安課 - 風俗環境対策室
  - 生活経済対策管理官 - 知的財産権保護対策官
- 刑事局
  - 刑事企画課 - 刑事指導室、刑事総合研究官
  - 捜査第一課 - 検視指導室、特殊事件捜査室、重大被害犯罪捜査指導室
  - 捜査第二課 - 経済財政犯罪捜査指導室
  - 捜査支援分析管理官
  - 犯罪鑑識官 - 指紋鑑定指導官、DNA型鑑定指導官、資料鑑定指導官、指紋鑑識官、DNA型鑑識官、資料鑑識官
  - 組織犯罪対策部
    - 組織犯罪対策第一課 - 犯罪収益対策室、犯罪組織情報官、暴力団排除対策官、国際連携対策官、組織犯罪対策総合研究官、犯罪収益情報官
    - 組織犯罪対策第二課 - 薬物銃器対策室、国際組織犯罪対策官
- 交通局
  - 交通企画課 - 交通安全企画官、自動運転企画室、交通総合研究官、高度道路交通政策総合研究官
  - 交通指導課 - 交通事故事件捜査指導官
  - 交通規制課 - 交通管制技術室、特別交通対策室
  - 運転免許課 - 高齢運転者等支援室
- 警備局
  - 警備企画課 - 警備総合研究官、画像情報分析室、総合情報分析室、
  - 公安課 - 警備情報対策室、極左対策室、ローン・オフェンダー等対策室、特殊組織犯罪対策室
  - 外事情報部
    - 外事課 - 外事技術調査室、外事情報調整室、経済安全保障室、外事情報総合研究官、外事特殊事案対策官、外事情報対策官
    - 国際テロリズム対策課 - 国際テロリズム情報総合研究官、国際テロリズム情報官

  - 警備運用部
    - 警備第一課 - 小型無人機等運用室、警備実施総合研究官、上席警備指導専門官
    - 警備第二課 - 警衛指導室、警護指導室、国際警護官
    - 警備第三課 - 災害対策室、国境離島警備対策官、特殊警備対策官
- サイバー警察局
  - サイバー企画課 - 重大サイバー事案対策企画官、サイバー事案防止対策室、国際サイバー情報官、（サイバー捜査分析官
  - サイバー捜査課 - 国際サイバー捜査指導官、
  - 情報技術解析課 - 高度情報技術解析センター、 サイバーテロ対策技術室[注釈 4]

### 附属機関
- 警察大学校
- 科学警察研究所
- 皇宮警察本部

### 地方機関
6局1支局2部制で、都道府県警察は警察庁の地方機関ではなく、各都道府県が設置している。

#### 都道警察情報通信部
管区警察局の管轄下にない都と道の警察通信事務を行う。指導・監察・教育訓練は行わない。（警察法第33条）
- 東京都警察情報通信部（東京都千代田区）
  - 情報通信調査官
  - 通信庶務課
  - 機動通信第一課
  - 機動通信第二課
  - 通信施設課
  - 情報技術解析課
  - 多摩通信支部
- 北海道警察情報通信部（札幌市中央区）
  - 情報通信調査官
  - 通信庶務課
  - 機動通信課
  - 通信施設課
  - 情報技術解析課
  - 函館方面情報通信部（函館市五稜郭町15番5号）
  - 旭川方面情報通信部（旭川市1条通25丁目487番地6）
  - 釧路方面情報通信部（釧路市黒金町10丁目5）
  - 北見方面情報通信部（北見市青葉町6-1）

警視庁・北海道警察本部・方面本部・警察署・交番・駐在所を結ぶ、警察電話・警察無線・通信指令システム・衛星映像や映像配信システム・情報管理システムなど各種情報通信システムを構築する機関。犯罪の取締りのための技術支援も行う。職員は警察庁技官や警察庁事務官など。部長は技官。

##### 機動警察通信隊
- 設置

各管区警察局および都・道警察情報通信部、府県情報通信部、各方面情報通信部。
- 任務

出動現場等において、警察事務の執行のため必要な通信を確保すること。警察通信施設の臨時の設置、運用、警察官への技術指導などを行う。
- 隊長

情報通信部長の命の下、機動通信課長（都警察は機動通信第一課長）が務める。
- 出動

地震などの自然災害、航空機などの大規模事故、大型会議などの警衛・警護、誘拐などの重大事件。

## 業務委託機関
- インターネット・ホットラインセンター
  - 違法・有害情報の発信に関する情報収集と対処を目的とするポータルサイト。2006年（平成18年）6月1日に開設された。一般財団法人インターネット協会が管理・運営を行う。
- 匿名通報ダイヤル
  - 匿名による事件情報の通報を電話で受け、これを警察に提供する。少年の福祉を害する犯罪又は人身取引事犯に関する情報のうち、警察が一定の基準に基づき当該事件の解決等に役立ったと判断したものに情報料を支払う制度。NPO法人日本ガーディアン・エンジェルスが管理・運営を行う。

## 所管法人
内閣府の該当の項を参照

## 財政
2024年度（令和5年度）一般会計当初予算における警察庁所管予算は、2806億4468万9千円である。このうち、付属機関の分は、皇宮警察本部82億9606万1千円、科学警察研究所19億9559万円となっている。警察大学校は予算上、独立の区分はない。

## 職員
一般職の在職者数は2023年（令和5年）7月1日現在、警察庁全体で8,210人（男性7,168人、女性1,042人）である。
行政機関職員定員令に定められた警察庁の定員は8,054人（警察庁の職員の定員）となっており、警察庁の定員のうち、2,312人は警察官の定員とされている。
組織別の定員は、警察庁の定員に関する規則（昭和44年国家公安委員会規則第4号）により、内部部局は長官官房781人、交通局180人、警備局（外事情報部および警備運用部を除く。）172人、外事情報部264人、警備運用部137人、サイバー警察局246人で合計2,624人（1,448人は、警察官）となっている。付属機関は警察大学校193人、科学警察研究所129人、皇宮警察本部937人（うち897人は皇宮護衛官）で合計1,259人（うち80人は警察官、897人は皇宮護衛官）となっている。管区警察局、東京都警察情報通信部および北海道警察情報通信部は合計で4,171人（うち784人は警察官）となっている。内部部局の定員を各局部単位で法令で規定しているケースは警察庁だけである。
2024年度（令和6年度）一般会計予算における予算定員は、特別職5人、一般職8,687人の合計8,692人である。また行政機関職員定員令の国家公安委員会（警察庁職員）の定員と予算定員の警察庁の定員の差異は、地方警務官の定員は、警察法第57条第1項に基づき警察法施行令第6条により631人と定められており、これが予算定員にのみ含まれていることが主な原因である。
警察庁の警察職員は団結権も否定されており、職員団体を結成し、又はこれに加入してはならない（国家公務員法第108条の2第5項）。
警察庁の職員は、大きく警察官と一般職員の二種類に分かれる。
警察官としては、
- 国家公務員総合職試験（旧国家公務員I種試験）（法律・経済・行政）に合格したいわゆるキャリア組の警察官（警察庁長官と警視総監は、必ずこの中から出る）
- 国家公務員一般職試験（旧国家公務員II種試験）（行政）に合格し本庁で採用された警察庁採用警察官（準キャリアと呼ぶことがある）
- 都道府県警察から出向した警察官（警視・警部）
- 他の省庁から出向した警察官

などが勤務している。なお、2022年（令和4年）3月までは全員が行政官であり、実務に携わる捜査員はいなかったが、サイバー捜査隊が2022年4月に設置されたことから初めて実務に携わる捜査員が置かれるようになった。
一般職員には、
- 国家公務員総合職試験（旧国家公務員I種試験）（理工系）に合格し本庁採用された情報通信キャリア技官
- 国家公務員一般職試験（旧国家公務員II種試験）（理工系）に合格し管区採用された情報通信技官
- 国家公務員一般職試験（旧国家公務員II種・III種）（行政系）試験に合格し管区採用された事務官
- 他の国家公務員試験に合格した事務官・技官
- 他の省庁から出向した事務官・技官

などがいる。
なお、他の官庁からの出向者もいるが、警察庁への出向時には警察官または警察庁事務官・技官に転官する。
※都道府県警察に所属する警察官でも、階級が警視正以上になると警察法第55条により身分が国家公務員になる。このような警察官を地方警務官という。

## 幹部
2025年 (令和7年) 8月1日現在
- 長官：楠芳伸
- 次長：太刀川浩一
- 官房長：森元良幸
- 総括審議官：重松弘教
- 技術総括審議官：飯濱誠
- 政策立案総括審議官兼公文書監理官：松坂規生
- 首席監察官：片倉秀樹
- 生活安全局長：山田好孝
- 刑事局長：谷滋行
- 組織犯罪対策部長：大濱健志
- 交通局長：早川智之
- 警備局長：筒井洋樹
- 外事情報部長：重永達矢
- 警備運用部長：今村剛
- サイバー警察局長：逢阪貴士

## 階級
| 階級＼所属 | 警察庁                                 | 警視庁       | 道府県警察本部             | 警察署       |
| ---------- | -------------------------------------- | ------------ | -------------------------- | ------------ |
| －         | 警察庁長官                             | －           | －                         | －           |
| 警視総監   | －                                     | 警視総監     | －                         | －           |
| 警視監     | 次長、官房長、局長、審議官、部長、課長 | 副総監、部長 | 本部長、大阪府警察副本部長 | －           |
| 警視長     | 課長、参事官                           | 部長、参事官 | 本部長、部長               | －           |
| 警視正     | 室長、理事官、管理官                   | 参事官、課長 | 部長                       | 署長         |
| 警視       | 課長補佐                               | 管理官、課長 | 課長                       | 署長、副署長 |
| 警部       | 係長                                   | 係長         | 課長補佐                   | 課長         |
| 警部補     | 主任                                   | 主任         | 係長                       | 係長         |
| 巡査部長   | 係                                     | 係           | 主任                       | 主任         |
| 巡査       | －                                     | 係           | 係                         | 係           |

## 関連事件・不祥事

### 重要事件
- 警察庁広域重要指定事件
- 警察庁長官狙撃事件
- 安倍晋三銃撃事件 - 警察庁長官が個々の事件で引責辞任することは極めて異例のことであり、過去にほぼ事例がなく、首相経験者が銃撃され死亡するという重大な結果を重く見たとされる[30][31]。

### サイバー攻撃被害
2010年9月16日夜から17日の未明まで、同庁のウェブサイトが全く繋がらなかったり、違うページへの切り替えが遅くなったりする状態が続いた。大量のデータを標的に送りつけて機能をマヒさせるサイバー攻撃を受けた可能性がある。
同2010年9月に尖閣諸島中国漁船衝突事件が起き、中国のクラッカー組織、中国紅客連盟が9月18日まで日本政府機関などのサイトを攻撃する計画を表明していた。また中国のインターネット掲示板には、攻撃の対象として同庁のアドレスが掲載されていた。しかし、中国や中国紅客連盟が攻撃したのかは不明である。「警察庁は中国国内からの攻撃だった可能性があるとしている」と新聞報道された。

### 統一教会捜査への政治的圧力
1995年のオウム真理教事件以降、警視庁公安部は、日本人の過酷な被害が絶えない統一教会（現・世界平和統一家庭連合、旧・世界基督教統一神霊協会）への捜査に着手しようとしていたが頓挫した。有田芳生によれば、2005年頃に当時の公安関係者に頓挫した理由を聴き取りしたところ「政治的圧力」があったとのことである。
弁護士・山口広（全国霊感商法対策弁護士連絡会代表世話人）によると、2009年の新世事件では警察官僚出身の自民党議員の圧力を受け、東京松濤の教団本部に家宅捜索に入れなかったとのことである。さらに2010年代以降を通じて、被害届が受理されても検挙件数はゼロだったことが明らかになっている。